# Colline de Natzy
La colline de Natzy est une petite colline située au nord immédiat de La Tour-d'Auvergne, dans le département français du Puy-de-Dôme, en Auvergne-Rhône-Alpes. Une source se trouve à flanc de colline. Une chapelle est bâtie à son sommet, surmontée d'une statue et accompagnée d'un chemin de croix. C'est un lieu de pèlerinage.

## Toponymie
Le sommet de la colline a la forme d'un museau de chien allongé, d'où le nom en patois na de tchi devenu par contraction Natchi puis Natzy.

## Histoire

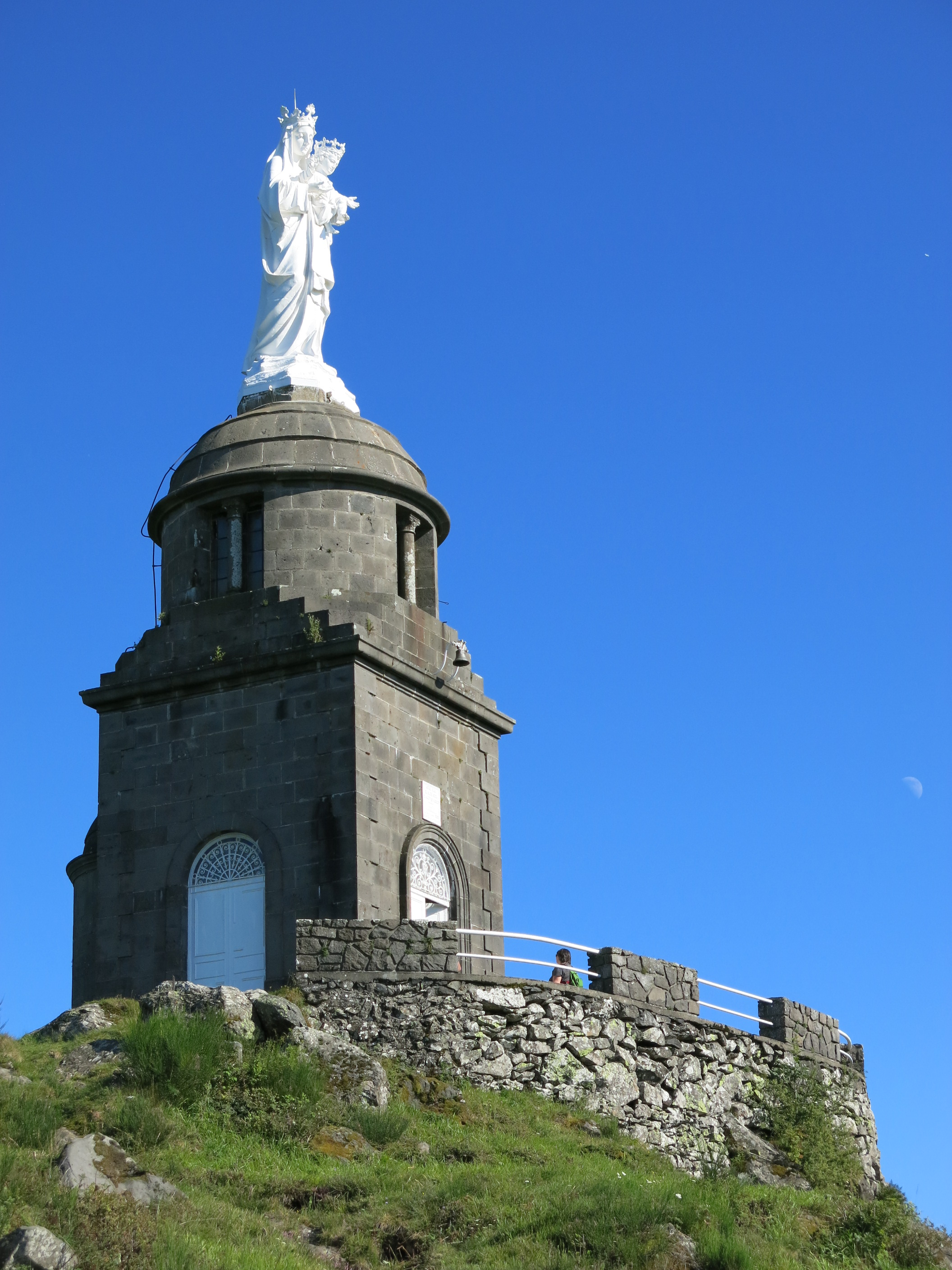
La chapelle et la statue

À flanc de colline se trouve une source naturelle censée guérir les maladies infantiles.
En 1860, un habitant malade du hameau voisin de Saint-Pardoux fait le vœu d'édifier une chapelle en l'honneur de Notre-Dame du Sacré-Cœur en cas de guérison. Il guérit et en 1869, il fait établir une chapelle avec une statue de la Vierge en pierre du Gard sculptée par le Clermontois Monbur. La statue est endommagée par les intempéries de 1910. Elle est remplacée par une nouvelle statue de la Vierge en fonte, haute de 6,50 mètres et portant dans ses bras l'enfant Jésus. Elle a été forgée par maître Chevailler, maître de forges à la fonderie de Tusey (Meuse).
En 1891, un chemin de croix est installé au flanc sud-ouest de la colline. Il devient un pèlerinage estival le premier dimanche d'août. Un autel en plein air est établi sur une terrasse à mi-pente pour des cérémonies. Ce chemin de croix est restauré en 2007 et 2010 par le Conseil général du Puy-de-Dôme.